# Abadía de San Miguel
La Abadía de San Miguel (en inglés: Saint Michael's Abbey ) es un monasterio de canónigos de la Iglesia católica de la Orden de Prémontré en Silverado, Condado de Orange, en California, al oeste de los Estados Unidos. Los miembros de la comunidad combinan un estilo de vida monástica con el ministerio activo de los sacerdotes ordenados. La abadía se encuentra en 35 acres (140.000 m²) en el Toro Road, en el cruce entre el cañón English y el caño Live Oak en el cañón Trabuco.
La abadía fue fundada en 1961 por siete sacerdotes, de la abadía premonstratense de San Miguel en Csorna, Hungría, cuyas raíces se remontan al siglo XII. Los fundadores originalmente dejaron Hungría para evitar la opresión poco después de que funcionarios comunistas nacionalizaron las escuelas católicas en 1948.